# Marko Dmitrović
Marko Dmitrović (în sârbă Марко Дмитровић, pronunțat [mâːrko dmîtroʋitɕ]; n. 24 ianuarie 1992) este un fotbalist sârb liber de contract, care joacă pe post de portar. Pe plan internațional, are prezențe la națională pentru Serbia U19⁠(d), Serbia U21⁠(d) și Serbia.

## Cariera pe echipe
Născut în Subotica, Dmitrović a făcut parte din grupele de copii și juniori ale Stelei Roșii Belgrad, fiind promovat în 2010 la echipa mare. La 3 septembrie 2013, după ce nu a jucat în niciun meci pentru echipă, el s-a transferat în Ungaria la clubul Újpest FC din Nemzeti Bajnokság I.
Dmitrović a debutat în campionatul Ungariei pe 1 martie 2014, într-o înfrângere din deplasare, scor 2-3 cu Honvéd Budapesta. El a jucat 12 meciuri în campionat și și-a ajutat echipa să evite retrogradarea.
La 6 ianuarie 2015, Dmitrović a semnat un contract pe 18 luni cu Charlton Athletic, pentru o sumă de transfer care nu a fost făcută publică. El și-a făcut debutul pentru club pe data de 24 ianuarie, începând ca titular într-o remiză scor 0-0 în deplasare împotriva lui Wolverhampton Wanderers.
La 27 iulie 2015, Dmitrović a fost împrumutat la echipa spaniolă de Segunda División, Alcorcón, timp de un an. Pe 7 iulie în anului următor, după ce a fost titular incontestabil, a semnat un acord permanent pe trei ani cu echipa din Madrid.
La 23 iunie 2017, Dmitrović a semnat un contract pe patru ani cu SD Eibar în La Liga. El a debutat în La Liga pe 21 august, într-o victorie scor 1-0 împotriva lui Málaga CF. În mai 2018, Dmitrović a fost ales drept cel mai bun jucător al SD Eibar pentru sezonul 2017-2018.

## Cariera la națională
În august 2016, Dmitrović a fost numit în echipa Serbiei pentru campania de calificare la Campionatul Mondial din 2018  împotriva Irlandei. El a debutat la 14 noiembrie 2017 într-un meci amical împotriva Coreei de Sud.
În iunie 2018 a fost ales în echipa Serbiei pentru Campionatul Mondial din 2018, dar nu a jucat în niciun meci, deoarece el a fost rezerva lui Vladimir Stojkovic.

## Statistici privind cariera

### Club
| Club              | Sezon         | Campionat | Campionat | Cupă    | Cupă   | Cupa Ligii | Cupa Ligii | Europa  | Europa | Total   | Total  |
| Club              | Sezon         | Meciuri   | Goluri    | Meciuri | Goluri | Meciuri    | Goluri     | Meciuri | Goluri | Meciuri | Goluri |
| ----------------- | ------------- | --------- | --------- | ------- | ------ | ---------- | ---------- | ------- | ------ | ------- | ------ |
| Újpest            | 2013-2014     | 12        | 0         | 1       | 0      | 0          | 0          | 0       | 0      | 13      | 0      |
| Újpest            | 2014-2015     | 0         | 0         | 1       | 0      | 4          | 0          | 0       | 0      | 5       | 0      |
| Újpest            | Total         | 12        | 0         | 2       | 0      | 4          | 0          | 0       | 0      | 18      | 0      |
| Charlton Athletic | 2014-2015     | 5         | 0         | 0       | 0      | 0          | 0          | 0       | 0      | 5       | 0      |
| Alcorcón          | 2015-2016     | 38        | 0         | 0       | 0      | 0          | 0          | 0       | 0      | 38      | 0      |
| Alcorcón          | 2016-2017     | 41        | 0         | 1       | 0      | 0          | 0          | 0       | 0      | 42      | 0      |
| Alcorcón          | Total         | 79        | 0         | 1       | 0      | 0          | 0          | 0       | 0      | 80      | 0      |
| Eibar             | 2017-2018     | 36        | 0         | 1       | 0      | 0          | 0          | 0       | 0      | 37      | 0      |
| Eibar             | 2018-2019     | 13        | 0         | 0       | 0      | 0          | 0          | 0       | 0      | 13      | 0      |
| Eibar             | Total         | 49        | 0         | 1       | 0      | 0          | 0          | 0       | 0      | 50      | 0      |
| Total carieră     | Total carieră | 145       | 0         | 4       | 0      | 4          | 0          | 0       | 0      | 153     | 0      |

### Meciuri la națională
Până pe 9 martie 2019
| Serbia | Serbia  | Serbia |
| An     | Meciuri | Goluri |
| ------ | ------- | ------ |
| 2017   | 1       | 0      |
| 2018   | 4       | 0      |
| 2019   | 2       | 0      |
| Total  | 7       | 0      |

## Titluri
Újpest
- Cupa Ungariei: 2013-2014